# Énergie éolienne en Irlande

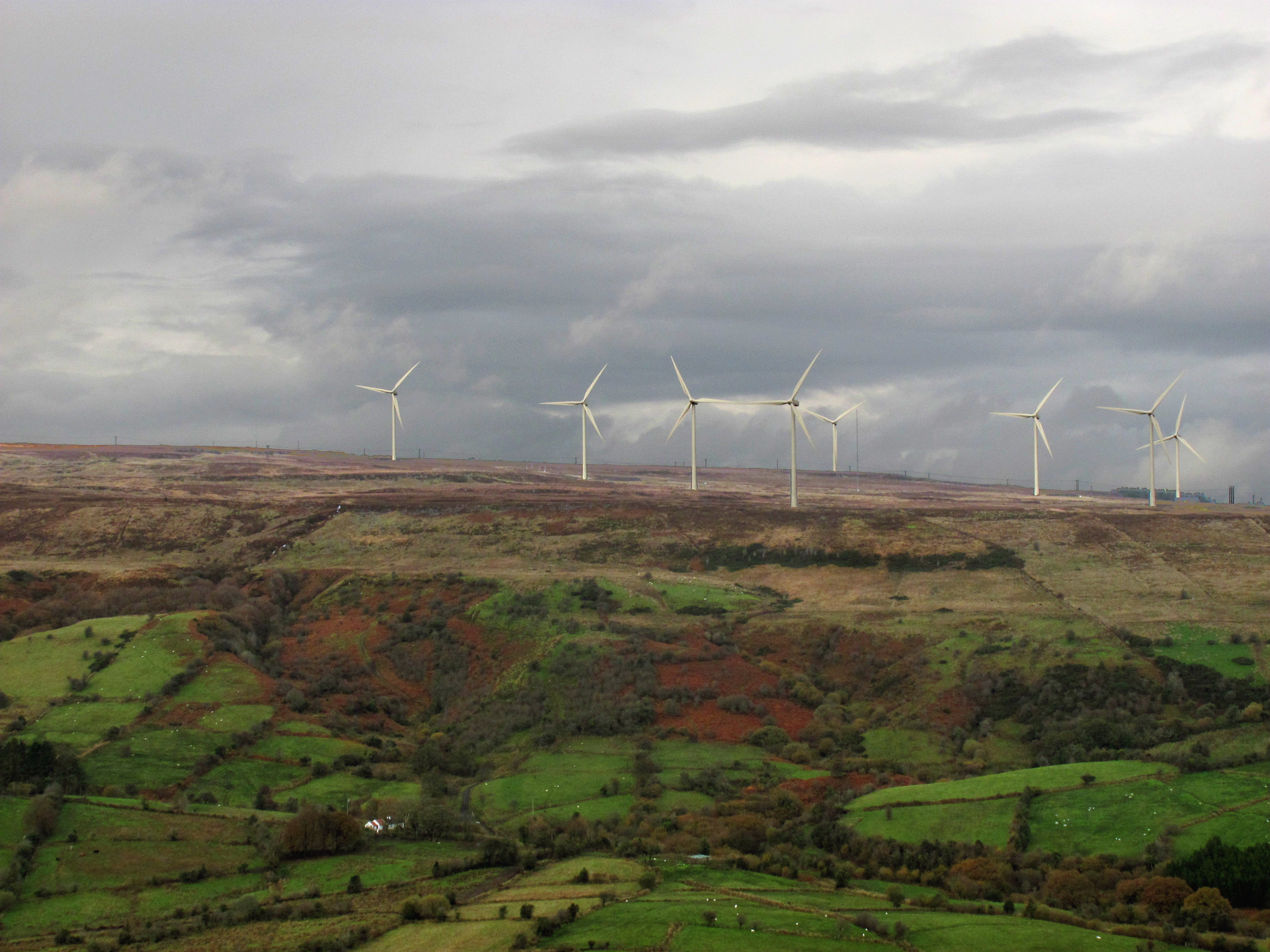
Parc éolien de Spion Kop dans le comté de Leitrim en 2014.

L'énergie éolienne est devenue la deuxième source d'énergie électrique en Irlande : elle a produit 37 % de l'électricité du pays en 2023 ; sa progression a été très rapide jusqu'en 2020 (décuplement en 15 ans de 2005 à 2020).
L'Irlande se classait en 2024 au 13e rang l'Union européenne (UE) pour la production d'électricité éolienne (2,4 % du total de l'UE), et sa puissance installée éolienne était fin 2024 au 13e rang (2,1 % du total de l'UE).
Le pays se situait en 2024 au 4e rang de l'UE pour sa puissance installée par habitant, supérieure de 79 % à la moyenne de l'UE, derrière la Suède, la Finlande et le Danemark.
La part de l'éolien en mer dans la puissance installée de l'éolien irlandais est de 0,5 % en 2024, sans changement depuis 2011, malgré de nombreux projets en développement.

## Production

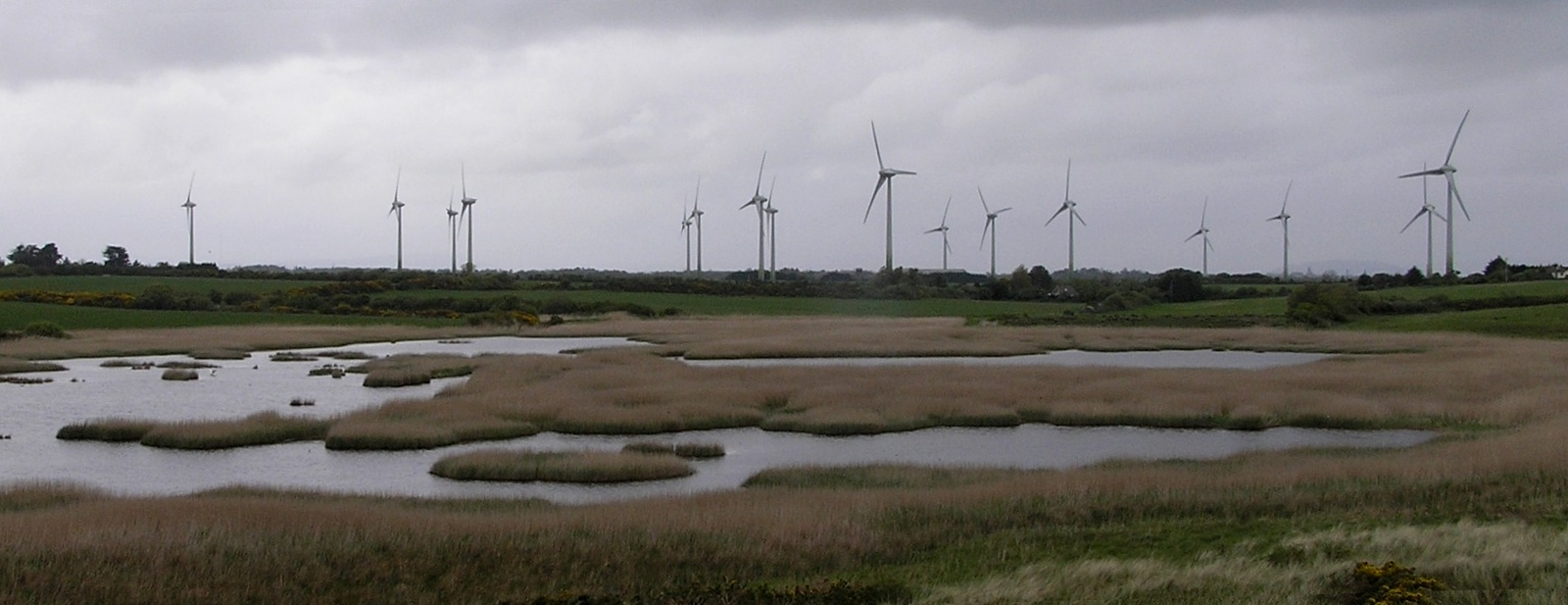
Parc éolien de Ballywater (42 MW), 2007

Énergie éolienne en Irlande 2005-2023

Selon EurObserv'ER, la production éolienne de l'Irlande s'est élevée à 11 583 GWh en 2024, en baisse de 2,4 % par rapport à 2023, soit 2,4 % du total de l'Union européenne (UE), au 13e rang des producteurs éoliens de l'UE, derrière l'Allemagne (28,5 %), l'Espagne (12,8 %), la France (9,2 %), la Suède (8,5 %), les Pays-Bas (6,8 %), etc.
La production d'électricité éolienne de l'Irlande s'élevait en 2023 à 11 605 GWh, soit 37,0 % de la production totale du pays.
| Année | Production (GWh) | Accroissement | Part prod.élec. |
| 1995  | 16               |               | 0,1 %           |
| 2000  | 244              |               | 1,0 %           |
| 2005  | 1 112            | %             | 4,3 %           |
| 2006  | 1 622            | +45,9 %       | 5,9 %           |
| 2007  | 1 958            | +20,7 %       | 6,9 %           |
| 2008  | 2 410            | +23,1 %       | 8,0 %           |
| 2009  | 2 955            | +22,6 %       | 10,4 %          |
| 2010  | 2 815            | -4,7 %        | 9,9 %           |
| 2011  | 4 380            | +55,6 %       | 16,1 %          |
| 2012  | 4 010            | -8,4 %        | 14,7 %          |
| 2013  | 4 542            | +13,3 %       | 17,5 %          |
| 2014  | 5 140            | +13,2 %       | 19,7 %          |
| 2015  | 6 573            | +27,9 %       | 23,2 %          |
| 2016  | 6 147            | -6,5 %        | 20,1 %          |
| 2017  | 7 444            | +21,1 %       | 24,1 %          |
| 2018  | 8 639            | +16,1 %       | 27,8 %          |
| 2019  | 10 019           | +16,0 %       | 32,4 %          |
| 2020  | 11 549           | +15,3 %       | 35,8 %          |
| 2021  | 9 778            | -15,3 %       | 30,7 %          |
| 2022  | 11 208           | +14,6 %       | 33,1 %          |
| 2023  | 11 605           | +3,5 %        | 37,0 %          |
| 2024  | 11 583           | -0,2 %        |                 |

En 2023, la production éolienne de l'Irlande s'est élevée à 11 398 GWh, en progression de 1,7 % par rapport à 2022, au 12e rang des producteurs éoliens de l'Union européenne (UE), avec 2,4 % du total de l'UE, derrière l'Allemagne (29,8 %), l'Espagne (13,5 %), la France (10,6 %), la Suède (7,2 %), les Pays-Bas (6,1 %), etc.
En 2022, la production éolienne de l'Irlande s'est élevée à 11 224 GWh, en progression de 14,8 % par rapport à 2021, au 12e rang des producteurs éoliens de l'Union européenne (UE), avec 2,7 % du total de l'UE, derrière l'Allemagne (29,9 %), l'Espagne (14,9 %), la France (9,0%), la Suède (7,9 %), etc.
L'Irlande était en 2018 le 11e producteur d’électricité éolienne d'Europe, avec 7 500 GWh, en progression de 0,7 % par rapport à 2017, loin derrière le leader allemand : 111 590 GWh et le Royaume-Uni : 55 802 GWh.
L'éolien couvrait 28,1 % de la consommation électrique irlandaise (2e rang européen) sur la période mi-2017 à mi-2018 ; ce taux atteignait atteignait 40,5 % au Danemark, 20,4 % en Allemagne, 14,1 % au Royaume-Uni, 11,2 % en Suède et 5,7 % en France.

## Puissance installée

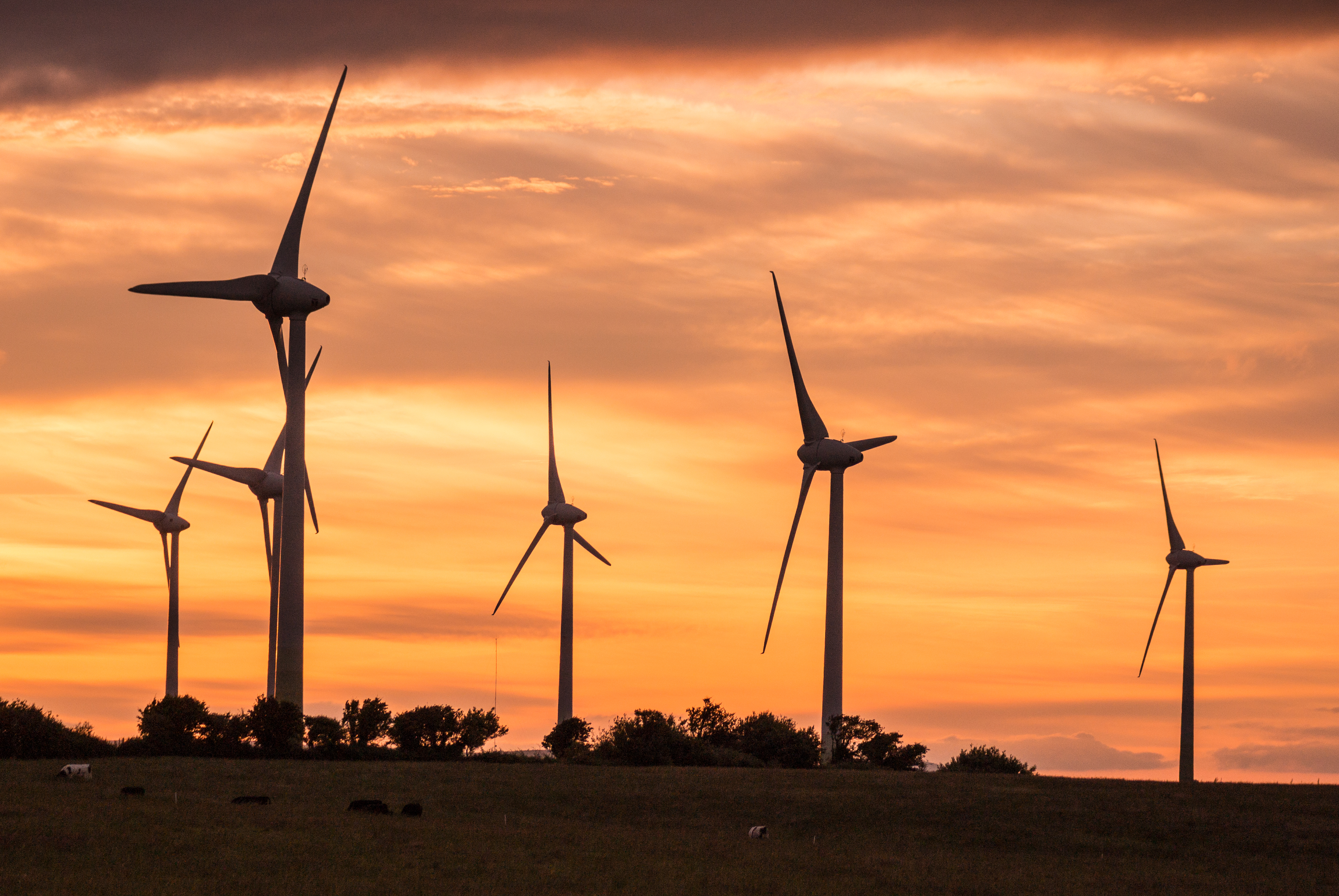
Parc éolien de Ballinoulart en 2016.

L'Irlande a installé 194,8 MW en 2024, portant sa puissance installée éolienne à 4 934,1 MW fin 2024 (+4,1 %), soit 2,1 % du total de l'Union européenne (UE), au 13e rang de l'UE, derrière l'Allemagne (31,4 %), l'Espagne (13,7 %), la France (10,8 %), etc. Sa part du marché de l'UE en 2024 était de 1,5 %.
La puissance installée par habitant de l'Irlande s'élevait en 2024 à 922 W, supérieure de 79 % à la moyenne de l'UE (516,2 W), au 4e rang européen, derrière la Suède (1 632,1 W), la Finlande (1 491,5 W) et le Danemark (1 257,1 W), mais devant l'Allemagne (872,1 W), l'Espagne (655,2 W) et la France (364,6 W).
En 2023, l'Irlande a installé 194,3 MW, portant sa puissance installée éolienne à 4 730,4 MW fin 2023 (+4,3 %), soit 2,2 % du total de l'UE, au 13e rang de l'UE, derrière l'Allemagne (31,8 %), l'Espagne (14,1 %), la France (10,2 %), la Suède (7,4 %), etc. Sa part du marché de l'UE en 2023 était de 1,2 %.
En 2022, l'Irlande a installé 188,3 MW, portant sa puissance installée éolienne à 4 527,3 MW fin 2022 (+4,3 %). Elle se classe au 13e rang de l'Union européenne (UE) avec 2,2 % du total de l'UE, derrière l'Allemagne (32,7 %), l'Espagne (14,3 %), la France (9 %), la Suède (7,2 %), etc. Sa part du marché de l'UE en 2022 était de 1,3 %, au 13e rang.
La puissance installée par habitant de l'Irlande s'élevait en 2022 à 894,7 W, supérieure de 97 % à la moyenne de l'UE (453,7 W), au 4e rang européen, derrière la Suède (1 395,4 W), le Danemark (1 208,8 W) et la Finlande (1 023,2 W), mais devant l'Allemagne (795,4 W), l'Espagne (612,3 W) et la France (305 W).
Au niveau mondial, l'Irlande se situait en 2022 au 23e rang avec 0,5 % de la puissance installée mondiale. Les nouvelles installations d'éoliennes en Irlande ont représenté 0,2 % du marché mondial.
L'Irlande a installé 246 MW en 2018, portant la puissance installée de son parc éolien à 3 564 MW, en progression de 7,4 %, au 11e rang européen avec 2,0 % du total de l'Union européenne.
L'Irlande se classait au 20e rang mondial fin 2018 pour sa puissance installée avec 0,6 % du total mondial.
Les Pays-Bas se situaient en 2017 au 2e rang européen pour la puissance installée par habitant : 704,7 W/hab, derrière le Danemark (960,3 W/hab) et loin devant le Royaume-Uni (9e avec 288,7 W/hab) et la France (13e avec 202,3 W/hab), alors que la moyenne de l'Union européenne était de 330,2 W/hab.

## Éolien en mer
La puissance installée de l'éolien en mer irlandais est de 25 MW en 2024, soit 0,5 % du total éolien du pays, sans changement depuis 2011.
Le parc éolien d'Arklow Bank (phase 1) a été mis en service en 2011 à 10 km au large d'Arklow, au sud de Dublin : 7 turbines General Electric de 3,6 MW, soit 25,2 MW ; sa phase 2 (100 turbines General Electric, 1 000 MW au total) est en développement. Une de ses éoliennes est hors service à la suite d'un impact de foudre qui a provoqué un incendie de la nacelle en octobre 2022.
Projets de parcs éoliens en mer :
- projet de Clogher Head : 500 MW, au large de Dundalk[15] ;
- projet de Codling : 1 100 MW, au large de Bray[16] ;
- Dublin Array : 600 MW, au large de Dublin[17] ;
- Floating Power Plant Ireland : 224 MW[18] ;
- Kilmichael Point : 500 MW, au large de Gorey[19] ;
- North Irish Sea Array : 750 MW, au large de Drogheda[20] ;
- Oriel Wind Farm : 330 MW, au large de Dundalk[21] ;
- Skerd Rocks : 100 MW, au large de Roundstone[22] ;

## Principaux parcs éoliens

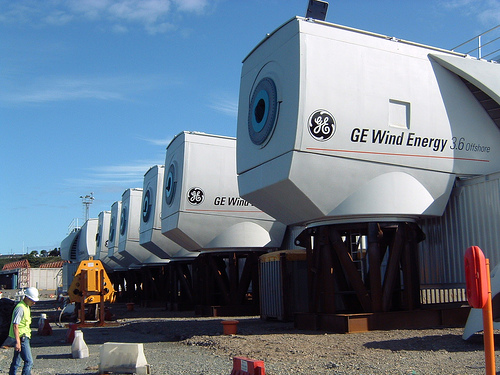
Turbines à quai lors de la construction du parc éolien offshore d'Arklow Bank en 2003.

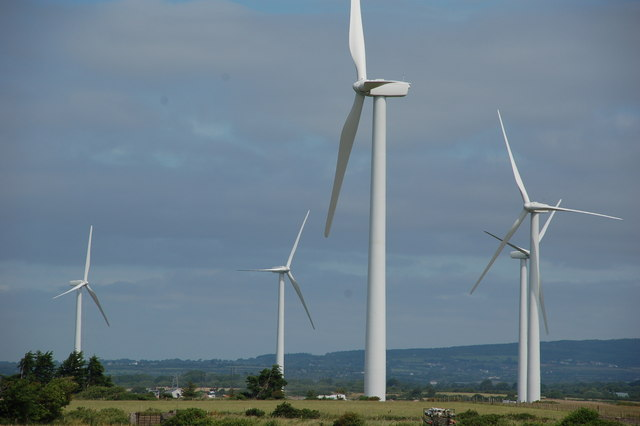
Éoliennes près de Kilmore Quay en 2006.

La base de données The Windpower recense 218 parcs éoliens irlandais totalisant 3 543 MW en mars 2019, ainsi que 8 projets offshore (4 GW), dont 2 approuvés (1,59 GW), et donne leur liste exhaustive ; les principaux sont :
Parcs éoliens terrestres :
- Boggeragh : mis en service dans le comté de Cork en décembre 2009 ; 19 turbines Vestas de 3 MW, soit 57 MW[25] ;
- Boggeragh 2 : mis en service dans le comté de Cork en 2015 ; 25 turbines, soit 65 MW[26] ;
- Cappawhite : mis en service dans le comté de Tipperary en 2017 ; 15 turbines Vestas de 3,45 MW, soit 51,75 MW[27] ;
- Derrybrien : mis en service dans le comté de Galway en 2005 ; 70 turbines Vestas de 0,85 MW, soit 59,5 MW[28] ;
- Galway Wind Park : mis en service dans le comté de Galway en 2016 et 2017 ; 58 turbines Siemens de 3 MW, soit 174 MW[29] ;
- Knockacummer (Gneeves) : mis en service dans le comté de Cork en 2013 ; 35 turbines Nordex de 2,5 MW, soit 87,5 MW[30] ;
- Meentycat : mis en service dans le comté de Donegal en 2004 ; 38 turbines, 72,4 MW[31] ;
- Mount Lucas : mis en service dans le comté d'Offaly en 2014 ; 28 turbines Siemens de 3 MW, 84 MW[32] ;
- Mulreavy : mis en service dans le comté de Donegal en 2016 ; 75 MW[33] ;
- Sliabh Bawn : mis en service dans le comté de Roscommon en 2017 ;20 turbines Siemens de 3,2 MW, 64 MW[34] ;

Parcs éoliens en mer : voir section Éolien en mer.
Une carte interactive permet de localiser les parcs éoliens irlandais sur le site de l'IWEA (Irish Wind Energy Association).

### Ouvrages - publications
: document utilisé comme source pour la rédaction de cet article.
- Baromètre éolien 2024, EurObserv'ER, 28 mars 2024 (lire en ligne [PDF]).
- Baromètre éolien 2023, EurObserv'ER, 28 mars 2023 (lire en ligne [PDF]). .